# Makedonski ratovi
Makedonski ratovi je naziv za četiri rata, koja je Rimska Republika vodila protiv kraljeva antičke Makedonije i to s prekidima u razdoblju od 215. do 148. godine pr. Kr., koji su doveli do nestanka nezavisnosti Makedonije i potpunog pokoravanja Antičke Grčke.

## Prvi makedonski rat (215. – 205. pr. Kr.)
Tijekom Drugoga punskoga rata makedonski kralj Filip V. Makedonski započeo je prvi makedonski rat (215. – 205. pr. Kr.) u dogovoru s Kartagom, kada se činilo da se rimska moć raspada poslije poraza kod Kane. Iako je to primoralo Rimljane, da dodatno napnu svoje ionako već iscrpljene snage slanjem nove vojske u Grčku, bilo kaku efektivnu suradnju između Filipa i Hanibala spriječile su diverzije koje je u Grčkoj Filipu radila rimska diplomacija i rimska ophodna flota u Jadranskom moru. Filip je 206. godine pr. Kr. pristao na mir s rimskim saveznicima, Etolcima, a 206. godine pr. Kr. je u gradu Feniki sklopio mir i s Rimljanima. 

## Drugi makedonski rat (200. – 197. pr. Kr.)
Odmah nakon Drugoga punskoga rata Rimski senat je odlučio izravnati račune s Filipom, usprkos tome što je ratom iscrpljena centurijatska skupština prvobitno odbila objaviti rat. U pokušaju da objasne pokretanje ovog rata, povjesničari navode različite razloge, počevši od želje, izazvane filhelenizmom, da se Atenjani i drugi Grci zaštite od Filipa, pa sve do straha od tajnog saveza između Filipa i seleukidskog kralja Antioha III. Međutim, ovim objašnjenjima proturječi činjenica, da je kasnije Rim s grčkim gradovima okrutno postupao i da se nikakav strah ne vidi u sve većim zahtjevima Rima Filipu i u odbijanju Rima da tijekom rata ozbiljno pregovara s Filipom. Drugi makedonski rat (200. – 197. pr. Kr.) prije se uklapa u model spremnosti Rimljana, da idu u rat kako bi sve udaljenije susjede primorali da se podvrgnu nadmoćnijoj rimskoj snazi.
U zimi 200. – 199. pr. Kr. rimske su legije stigle na Balkan pod zapovjedništvom Publija Sulpicija Galbe. Tijekom sljedeće godine nije bilo odlučujućih bitaka, a Rimljani su među Grcima sakupljali saveznike – ne samo svoje ranije saveznike, Etolce, već i tradicionalne Filipove saveznike, Ahajce, koji su priznali rimsku vojnu nadmoćnost. Konzul za 198. godinu pr. Kr., Tit Kvinkcije Flaminin, preuzeo je komandu i potukao Filipa kod Kinoskefala u Tesaliji 197. godine pr. Kr. Uvjeti sporazuma dozvolili su Filipu da ostane makedonski kralj, ali su predvidjeli plaćanje odštete i ograničenja u ratovanju izvan granica vlastitoga kraljevstva. Flaminin se zatim potrudio pridobiti naklonost Grka svojom čuvenom proklamacijom grčke slobode na Istamskim igrama 196. godine pr. Kr. Da bi dao kredibilitet toj proklamaciji, on je uspješno izašao na kraj sa senatskim protivljenjem, da se rimske snage povuku iz cijele Grčke, uključujući i strateški ključne točke u Akrokorintu, Halkidi i Demetrijadi. 

## Treći makedonski rat (171. – 168. pr. Kr.)
Rimljani su od 191. do 188. pr. Kr. vodili rat sa sirijskim kraljem Antiohom III. U tom je ratu Filip V. podržao Rimljane, nadajući se da će mu biti vraćeni tesalski i trakijski teritoriji, ali je Rim iznevjerio ta njegova očekivanja. Rimljani su ipak vratili Filipovog sina Demetrija, koji je 197. godine pr. Kr. kao talac bio odveden u Rim – nagrada koja je imala tragične posljedice. Tijekom svog boravka u Rimu Demetrije se sprijateljio s nekim senatorima, što je u Makedoniji izazvalo sumnju da bi Rimljani više voljeli da na makedonskom prijestolju vide Demetrija nego njegovog starijeg brata, Perzeja. Filip je 181. pr. Kr. naredio da se Demetrije ubije, a zatim je 179. godine pr. Kr. i sam umro, ostavljajući prijestolje Perzeju, posljednjem makedonskom kralju.
Perzejev početni uspjeh protiv rimske vojske u Tesaliji 171. pr. Kr. nije promijenio veliku neravnotežu moći. Rimljani su ponovo odbili kraljevu ponudu da pregovaraju. Tijekom sljedeće tri godine rimski su zapovjednici više vremena posvećivali pljački nego pokušajima da poraze Perzeja. Godine 168. pr. Kr. iskusni Lucije Emilije Paul bio je ponovo izabran za konzula i poslan da uspostavi disciplinu. On je brzo doveo Treći makedonski rat do kraja, tako što je pobijedio Perzeja u bitci kod Pidne u lipnju 168. pr. Kr. Perzej je bio lišen vlasti, a Makedonija podijeljena na četiri područja, koje nisu smjela održavati međusobne odnose i koji su morali da Rimu plaćati porez u visini pola poreza, koji su ranije plaćali kralju.

## Četvrti makedonski rat (149. – 148. pr. Kr.)
Vakuum vlasti koji su Rimljani postigli na istočnom Mediteranu na kraju se nije pokazao korisnim za stabilnost. Jedan pustolov Andrisk, koji je tvrdio da potječe od makedonskih kraljeva, ušao je bez ozbiljnog otpora u makedonske krajeve. Uspio je prikupiti vojsku i pobijediti prve rimske snage poslane protiv njega 149. godine pr. Kr. pod zapovjedništvom pretora Publija Juvencija Talne (koji je poginuo). Druga rimska vojska pod Kvintom Cecilijem Metelom porazila je Andriska 148. pr. Kr. Rimljani su 147. pr. Kr. poslali jedno izaslanstvo da intervenira u poslovima grčkih država. To je izaslanstvo izazvalo nasilan odgovor. Najzad je Rim 146. pr. Kr. objavio rat grčkim polisima, koji su brzo i uspješno okončali Metel (sada s nadimkom Macedonicus) i konzul Lucije Mumije Arhaik. Senat je naredio Mumiju, da Grcima očita lekciju: slavni grad Korint bio je uništen, njegovo blago prenijeto u Rim, a njegove građevine porušene do temelja. 
Priroda rimske dominacije na istoku počinje se nakon ovih ratova odlučno mijenjati: umjesto utjecaja preko izaslanstava, posredovanja u sporovima i povremenih vojnih upada nastupila je direktna uprava. Makedonija je pripojena kao provincija, kojom vlada rimski prokonzul, koji je takođe nadgledao grčke gradove na jugu, gdje su savezi bili raspušteni. Dalje na istoku, Pergamsko je kraljevstvo bilo priključeno kao provincija Azija 133. godine.